# 日本製紙グループ本社
株式会社日本製紙グループ本社（にっぽんせいしグループほんしゃ、英文社名 Nippon Paper Group, Inc.）はかつて存在した日本製紙グループの持株会社。
2013年4月1日、子会社であった日本製紙株式会社に吸収合併された。

## 主力製品・事業
- 新聞用紙
- 印刷出版用紙
- 情報用紙
- 産業用紙

## 主要事業所
- 本社 - 東京都千代田区一ツ橋1-2-2
- ロングビュー支店 - アメリカワシントン州ロングビュー市
- 中国事務所 - 中国上海市

## 沿革
- 2001年（平成13年）
  - 3月30日 - 日本製紙株式会社と大昭和製紙株式会社の事業統合により株式会社日本ユニパックホールディング設立。日本ユニパックグループ発足。日本ユニパックグループのロゴ

日本ユニパックグループのロゴ

  - 4月2日 - 日本製紙と大昭和製紙が共同出資し、日本紙共販株式会社（洋紙販売を担う）を設立。また、大昭和製紙と日本板紙株式会社、東北製紙株式会社が共同出資し、日本板紙共販株式会社（板紙販売を担う）を設立。
- 2002年（平成14年）10月1日 - 日本板紙を完全子会社とする。
- 2003年（平成15年）4月1日 - 日本ユニパックグループ事業再編。
  - 日本製紙が大昭和製紙および日本紙共販を合併、グループの洋紙部門となる。
  - 日本板紙が日本大昭和板紙株式会社に社名変更。日本板紙共販を合併・大昭和製紙の板紙部門を統合し、グループの板紙部門となる。
- 2004年（平成16年）10月1日 - 株式会社日本製紙グループ本社に商号変更。グループの名称も大昭和製紙との統合以前の「日本製紙グループ」に戻った。
- 2008年（平成20年）
  - 2月1日 - 三島製紙（現・日本製紙パピリア）を完全子会社とする。
  - 4月1日 - 日本製紙クレシアを直接子会社とする。
- 2009年（平成21年）
  - 6月18日 - 四国コカ・コーラボトリングを直接子会社とする。
  - 10月1日 - 四国コカ・コーラボトリングを完全子会社とする。
- 2012年（平成24年）10月1日 - 直接子会社の日本大昭和板紙を日本製紙が吸収合併。
- 2013年（平成25年）4月1日 - 日本製紙に合併し解散。合併後テクニカル上場制度によって約12年ぶりに東証一部に再上場する。なお大証・名証への上場は行われない。
- 2018年（平成30年）5月28日 - 印刷用紙の需要減に対応するため、2019年7月に釧路工場の一部を停止、2020年1月に勇払事業所の洋紙生産の全てを停止すると発表[1]。

## 主要関係会社

### 国内グループ企業
日本製紙グループは2007年（平成19年）9月30日現在、子会社146社および関連会社51社で構成されていた。
- 日本製紙（洋紙部門）
  - 日本紙パック（液体用紙容器部門、2012年10月日本製紙に合併）
  - 日本製紙ケミカル（化成品部門、2012年10月日本製紙に合併）
  - 日本製紙木材（木材部門）
  - 日本製紙総合開発
  - 日本紙通商
- 日本大昭和板紙（板紙部門、2012年10月日本製紙に合併）
- 日本製紙クレシア（家庭紙部門）
- 日本製紙パピリア（特殊紙部門）
- 四国コカ・コーラボトリング